# Augustinus Bader
Augustinus Bader est une entreprise de cosmétique fondée en 2018 à Londres.

## Historique
L'entreprise Augustinus Bader est créée à Londres en 2018 par le français Charles Rosier et l'allemand Augustinus Bader,. Rapidement, Jacques Veyrat, par l'intermédiaire de son fonds d'investissements Impala SAS, entre au capital en prenant un quart des parts. 
La marque ne commercialise, au départ, qu'un unique produit, « The Cream » ; celui-ci est suivi quelque temps après d'un deuxième, « The Rich Cream »,. Les produits sont d'abord lancés aux États-Unis et se voient soutenus par plusieurs stars, ; ce pays représente plus d'un tiers du chiffre d'affaires. Après les États-Unis, la marque est commercialisée en Asie, puis en Europe. La gamme est étendue, entre autres vers les soins capillaires, d'autres produits pour le corps, ainsi des compléments alimentaires. La maquilleuse Bobbi Brown devient « conseillère créative » en 2022. Antoine Arnault, sa femme et sa sœur entrent au capital la même année,.